# هجوم بصدم مركبة

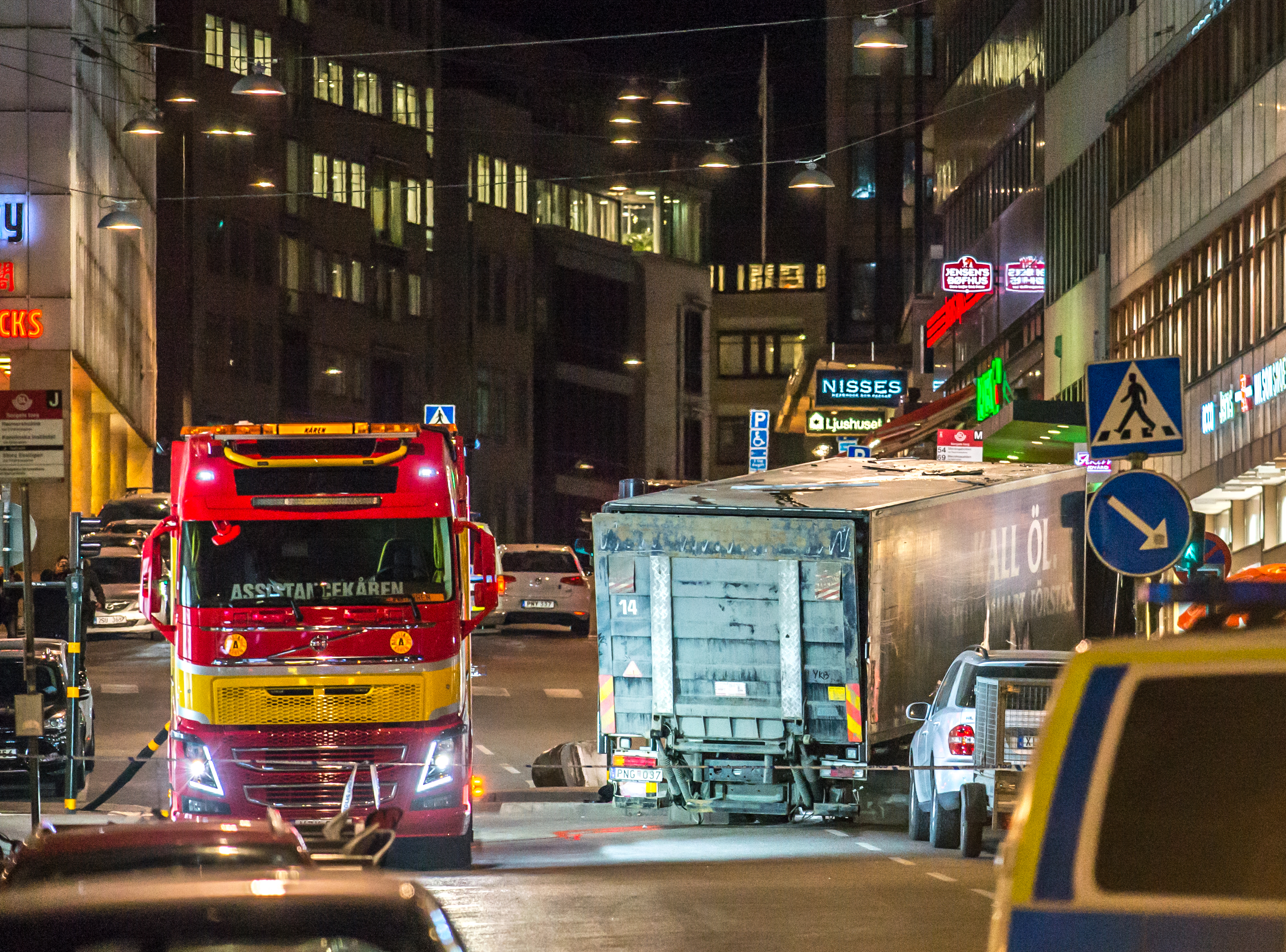
هجوم دهس باستخدام شاحنة في ستوكهولم عام 2017 والذي أدى لمقتل خمسة أشخاص.

هجوم دهس السيارة، المعروف أيضًا باسم استخدام السيارة كسلاح أو هجوم صدم مركبة، هو اعتداء يقوم فيه الجاني بصدم سيارة أو شاحنة أو مركبة عمدًا في مبنى أو أشخاص، أو مركبة أخرى. ووفقاً لمحللي ستراتفور جلوبال إنتليجنس، فإن هذا الهجوم يمثل تكتيكاً متشدداً جديداً نسبياً قد يكون منعه أكثر صعوبة من التفجيرات الانتحارية.
يعد الدهس المتعمد بمركبات على حشد من الناس تكتيكًا يستخدمه الإرهابيون، وأصبح تكتيكًا إرهابيًا رئيسيًا في العقد الأول من القرن الحادي والعشرين لأنه يتطلب القليل من المهارة لارتكابه، كما أن السيارات والشاحنات متاحة على نطاق واسع، ولديها القدرة على التسبب في أضرار جسيمة. نفذت عمليات الاصطدام المتعمد بالمركبات في سياق أنواع أخرى من الجرائم، بما في ذلك حوادث الغضب على الطرق. كما تُنسب حوادث الاصطدام المتعمد بالمركبة في بعض الأحيان إلى الاضطراب النفسي للسائق. قد يستخدم المهاجمون المركبات لاختراق المباني ذات البوابات المغلقة، قبل تفجير المتفجرات، كما حدث في هجوم سان كوينتين فالافييه.

## الأسباب والدوافع

### السهولة
وفقًا لمكتب التحقيقات الفيدرالي الأمريكي، يُعزى ارتفاع شعبية هذا التكتيك إلى جاذبيته للإرهابيين الذين لديهم قدرة محدودة على الوصول إلى المتفجرات أو الأسلحة. يوفر صدم المركبات وسيلة لشن هجمات على الأرض بأقل قدر من التدريب أو الخبرة المسبقة. وعلى عكس السكاكين، التي قد تثير الشكوك إذا تم اكتشافها، فإن المركبات متاحة بسهولة وضرورية للحياة اليومية. بالإضافة إلى ذلك، غالبًا ما يتم الاستهانة بقدرة المركبات على إحداث إصابات عند استخدامها بقوة.

## تدابير وقائية

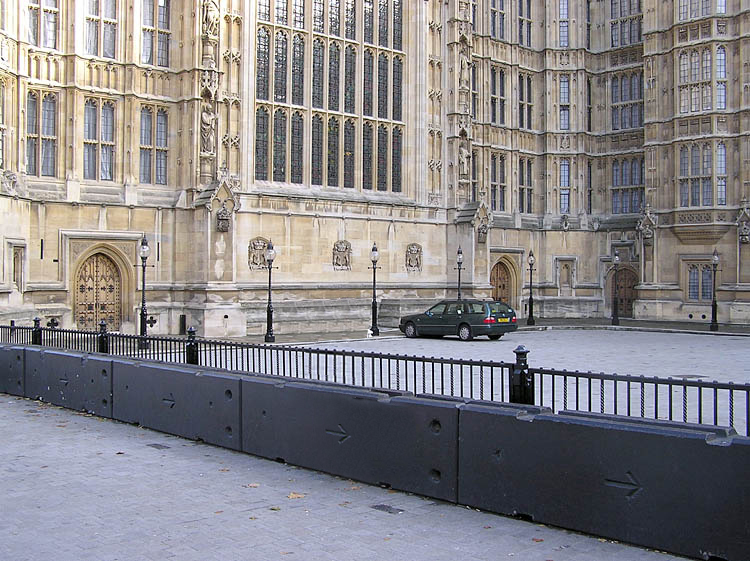
الإجراءات الأمنية المتخذة لحماية مجلسي البرلمان في لندن، المملكة المتحدة. تم تصميم هذه الكتل الخرسانية الثقيلة لمنع اصطدام سيارة مفخخة أو أي مركبة أخرى بالمبنى.

يُشار إلى الاستراتيجيات الدفاعية المستخدمة للحماية من هجمات المركبات باسم التخفيف من حدة المركبات المعادية. تهدف هذه التدابير إلى تقليل المخاطر المرتبطة بالهجمات باستخدام المركبات كسلاح من خلال مجموعة من الأساليب. يتضمن هذا عادةً عناصر مرئية مثل الحواجز المادية، بالإضافة إلى تدابير أخرى مثل الردع وتدريب الموظفين وإدارة حركة المرور والتخطيط الشامل للحوادث.
يرجع الفضل إلى الحواجز الأمنية في تقليل الأضرار والإصابات خلال هجوم مطار غلاسكو عام 2007، وفي منع الاصطدام في هجوم طعن ألون شفوت عام 2014، حيث لجأ المهاجم إلى ترك سيارته ومهاجمة المشاة المنتظرين عند محطة للحافلات بسكين بسبب فشل محاولته في دهسهم بالسيارة. ومع ذلك، اعترض رئيس شرطة برلين، كلاوس كاندت، على فكرة أن الحواجز وحدها كانت ستمنع هجوم الشاحنة في برلين عام 2016. وشدد على أن التدابير الأمنية الفعالة يجب أن تكون متنوعة ومعقدة.